# Благоје Свркота
Благоје Свркота (Сивац, 6. март 1948) је песник, новинар, публициста и професор књижевности.

## Биографија
Основну школу „П. П. Његош“ завршио у Сивцу, гимназију у Сомбору, а Филозофски факултет (Катедра за југословенске књижевности) у Новом Саду. Од 1965. године објављује песме, књижевну критику и есеје у многим листовима и часописима.
Приређивач је и уредник више издања из области књижевности, историје, историје уметности и сликарства, као и из области природних наука.
Професионално се бавио новинарством. Био је новинар и уредник омладинског листа „Покрет“, „Сомборских новина“, Радио Сомбора, директор Информативног центра Сомбор.
Био је члан Скупштине ЈРТ и члан Савеза новинара Југославије.
Обављао је дужност потпредседника Извршног већа и председника Извршног одбора Скупштине општине Сомбор. Био је члан Главног одбора СПС. Радио је у Пошти.
Члан је Друштва књижевника Војводине од 2006. и Удружења књижевника Србије од 2010. године.
Живи и ради у Сомбору.

## Дела

### Књиге песама
- „Шта је доказ правде“, Заједничка књига Петра Бановчанина (афоризми) и Благоја Свркоте (песме), Комисија за културу ССФФ, Штампарија „Форум“, Нови Сад, 1970.
- „Где је Сентандреја“ (2005)[7]
- „Путовање у Мисир“, Клуб књижевника КУД „Ђока Павловић“. .
- „Чекајући брод у Јерисосу“ (2010)[8]
- „Концерт из Вијене“ (2013)[9][10]
- "Стари џентлмен и трешњин цвет", Сабране песме, ауторско издање. 2017.  978-86-920787-1-2.; Е-библиотека, Градска библиотека "Карло Бијелицки" Сомбор, друго издање. 2017.  978-86-80878-07-2.www.biblioso.org.rs/pdf/

### Публицистика
Оснивач је и уредник сомборског „Алманаха“ (годишњака, календара), објављено је укупно 10 бројева у 8 томова (3.750 страница) од 1998. до 2007. године (YU ISSN:1450-6165). Издавачи: Учитељски факултет Сомбор (1998—2001), „Меморија“ Сомбор, „Ефект“ Беочин, Културни центар Колут и „Бирограф“ Апатин (2002—2007).
Уредио и приредио више издања из области књижевности, историје, историје уметности и сликарства, као и из области природних наука.
- "Иконографија природе Иванке Јовановић", Монографија, приређивачи и издавачи Зоран М. Мандић и Благоје Свркота (уредник), Сомбор,(2017), Б. Свркота.  978-86-920787-0-5.; електронски извор: htp://zoranmmandic.blogspot.com/.
- Сава Стојков "Одавде до Рембранта", Зборник, Уредник и приређивач Благоје Свркота, "Меморија", Сомбор. 2010.  978-86-83485-04-8.

### Листови и часописи
Поезију, есеје и књижевну критику објавили су му: „Покрет“ (Сомбор), „Руковети“ (Суботица), „Домети“ (Сомбор), „Златна греда“ (Нови Сад), Index (Нови Сад), Заветине (Мирослав Лукић, Београд), „Борба“ (Београд), Књижевне новине (Београд), „Даница“ (Београд), Вечерње новости (Београд), „Поезија“ (Загреб), „Шумадијске метафоре“ (Младеновац), „Свитак“ (Пожега), „Истар“ (Апатин), лист Синдиката ПТТ Србије „Поштар“ (Београд), и други.

## Награде
- Књижевна награда „Ленкин прстен“ (2009) у Србобрану, за љубавну песму „Седам малих песама“ из збирке „Путовање у Мисир“.[3]